# Eisenheim
Eisenheim è un comune-mercato tedesco di 1 340 abitanti, situato nel land della Baviera.